# Fundraising

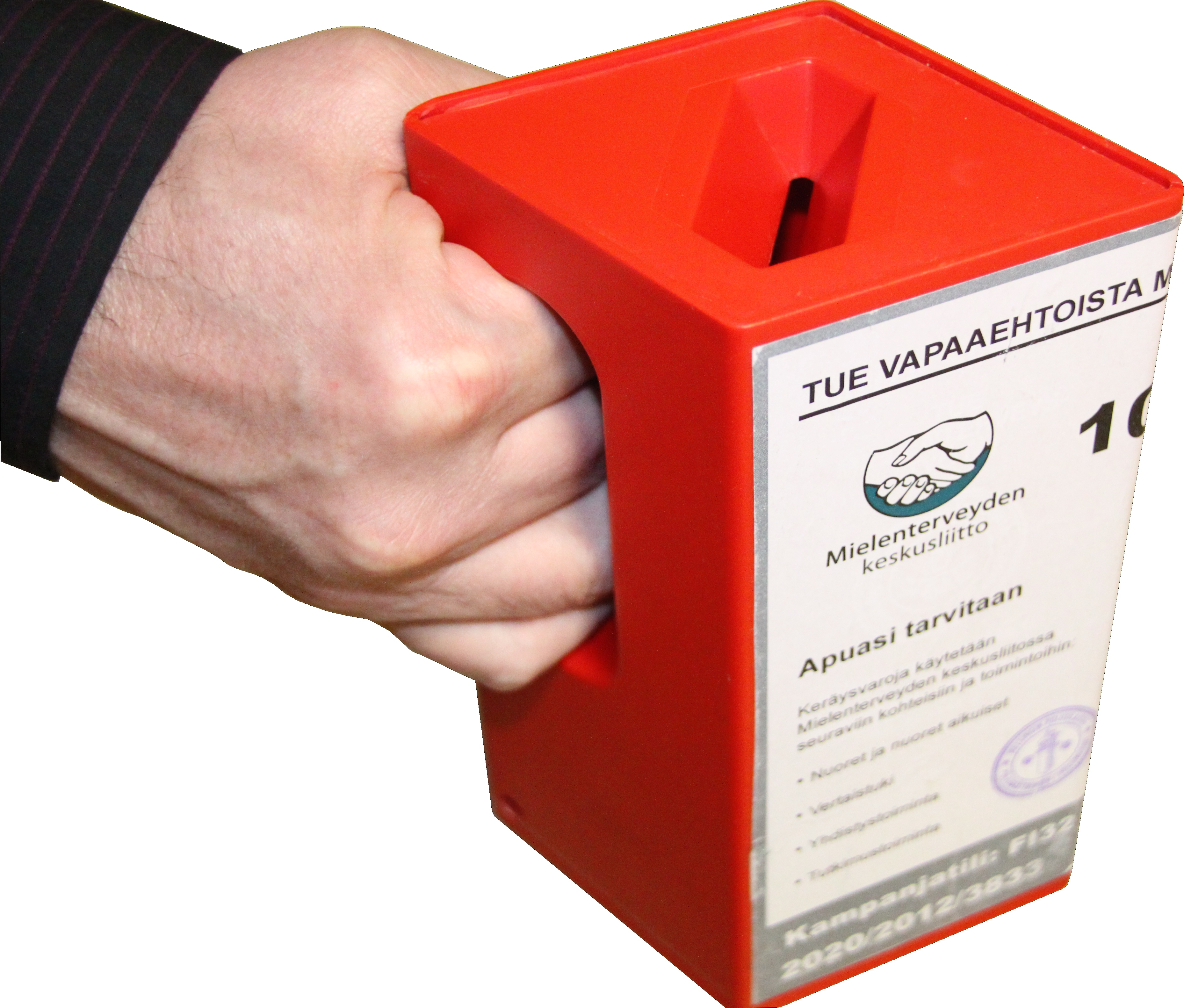
Přenosná kasička.

Fundraising (z angl. „shromažďování zdrojů“) je systematická činnost, jejímž výsledkem je získání finančních či jiných prostředků na obecně prospěšnou činnost organizací nebo jednotlivců.

## Financování
Organizacemi financovanými fundraisingem bývají zpravidla nevládní neziskové organizace, rozpočtové nebo příspěvkové organizace (vzdělávací instituce, nemocnice, zařízení sociální péče atd.), obce, mikroregiony, kraje, církve, v některých státech (typicky USA nebo Velká Británie a Kanada) i politické strany a kampaně; v neposlední řadě i podnikatelské subjekty poskytující veřejně prospěšnou službu.
Oslovenými dárci bývají jednotlivci (mecenáši nebo sponzoři), firmy, nadace, státní úřady, orgány místní nebo krajské (regionální) samosprávy, orgány EU.
V rámci fundraisingu lze též pořádat benefiční akce, prodávat určité výrobky nebo služby nebo organizovat kluby přátel, jejichž členové pravidelně přispívají na činnost podporované organizace. Například prodej sušenek Girl Scout Cookies skautkami v USA je zdroj financí pro skautskou organizaci Girl Scouts of the USA.
V širším slova smyslu se fundraisingem rozumí i získávání finančních zdrojů od investorů na akciovém nebo dluhopisovém trhu.[zdroj⁠?!]
Člověk, který se zabývá fundraisingem, se označuje jako fundraiser. Bývá kmenovým zaměstnancem organizace nebo může být i externistou.